# Harry Sweeny
Harrison „Harry” Sweeny (ur. 9 lipca 1998 w Warwick) – australijski kolarz szosowy.

## Osiągnięcia
Opracowano na podstawie:

2016
- 1. miejsce w mistrzostwach Oceanii juniorów (jazda indywidualna na czas)
- 3. miejsce w Junioren Driedaagse van Axel
- 1. miejsce w mistrzostwach Australii juniorów (jazda indywidualna na czas)

2017
- 1. miejsce na etapie 1a Toscana Terra di Ciclismo Eroica (jazda drużynowa na czas)

2019
- 1. miejsce na 3. etapie Alpes Isère Tour

2020
- 1. miejsce w Il Piccolo Lombardia

## Rankingi
| Rok              | 2018  | 2019  | 2020 | 2021 | 2022  | 2023 | 2024 |
| ---------------- | ----- | ----- | ---- | ---- | ----- | ---- | ---- |
| World Ranking    | 1457. | 2069. | 866. | 882. | 1569. | 530. | 637. |
| UCI Asia Tour    | 234.  |       |      |      |       |      |      |
| UCI Oceania Tour | -     | 100.  | 45.  | 39.  | 75.   | 36.  | -    |
|                  |       |       |      |      |       |      |      |
| Źródło: UCI      |       |       |      |      |       |      |      |